# WAT Wieden
WAT Wieden ist ein österreichischer Sportverein aus Wien. Die Basketball-Damen gewannen 17-mal die österreichische Bundesliga.

## Geschichte
Der Verein nahm erstmals 1952 an einem Basketball-Wettbewerb teil. Von 1967 bis 1977 gewannen die Frauen elfmal in Folge die Meisterschaft und danach von 1979 bis 1985 weitere sechsmal. Die Männer nahmen zweimal am Korać-Cup teil. 1974 scheiterte das Team in der zweiten, 1990 in der ersten Runde.
Mittlerweile läuft das Damenteam unter dem Namen Basket Flames in der Wiener Landesliga auf.

## Titeljahre & Vereinsnamen
- 1967, 1968, 1969, 1970, 1971, 1972: Union Firestone Vienna
- 1973, 1974: Union Garant Vienna
- 1975, 1976, 1977, 1980, 1981, 1982, 1983, 1984, 1985: Union Bundesländer

## Erfolge
- 17 × österreichischer Damenmeister